# Eurya hayatai
Eurya hayatai är en tvåhjärtbladig växtart som beskrevs av Yamamoto. Eurya hayatai ingår i släktet Eurya och familjen Pentaphylacaceae. Inga underarter finns listade i Catalogue of Life.